# Ronvaux
Ne doit pas être confondu avec Bronvaux.
Ronvaux est une commune française située dans le département de la Meuse, en région Grand Est.

## Géographie

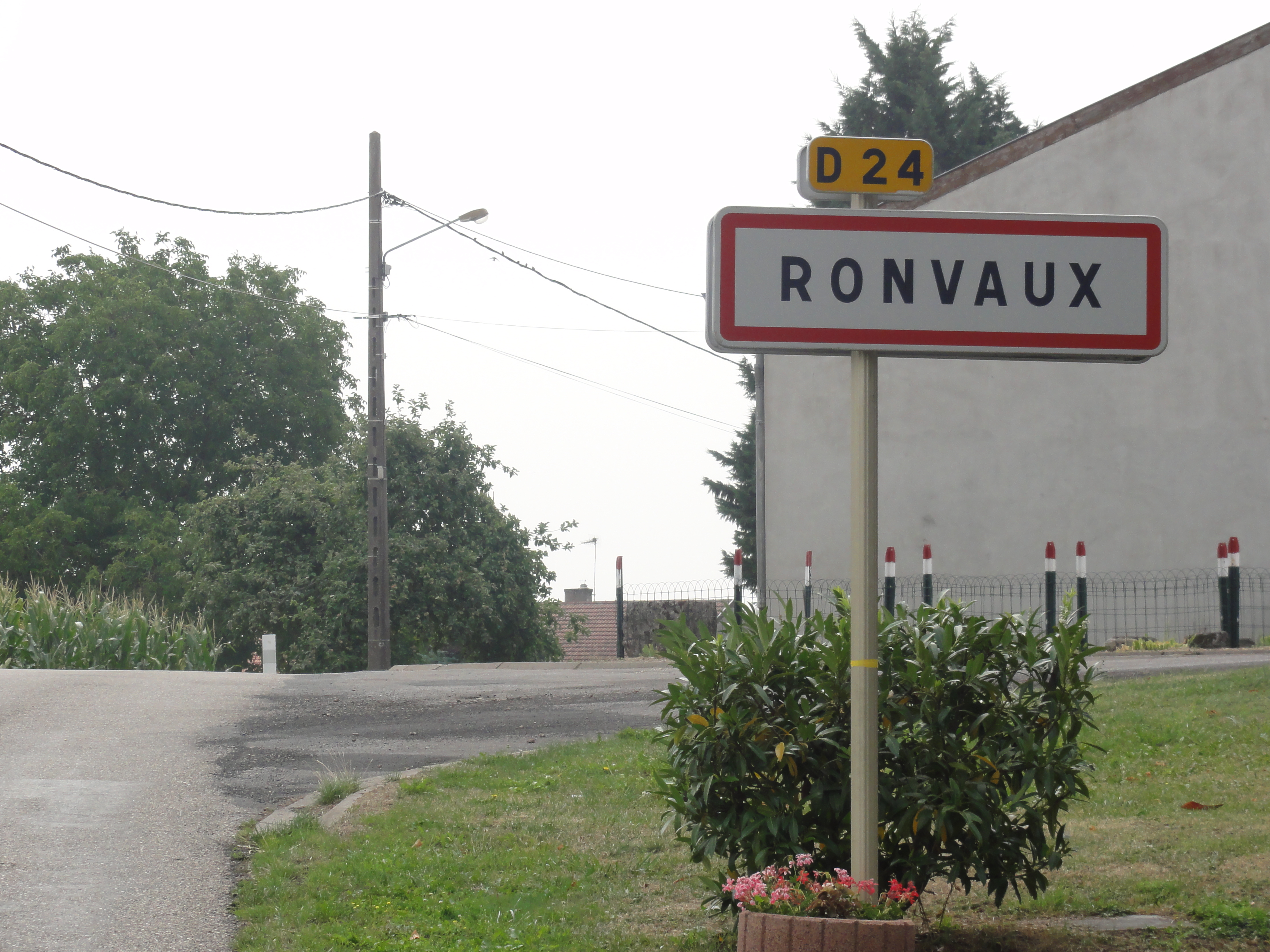
Entrée de Ronvaux.
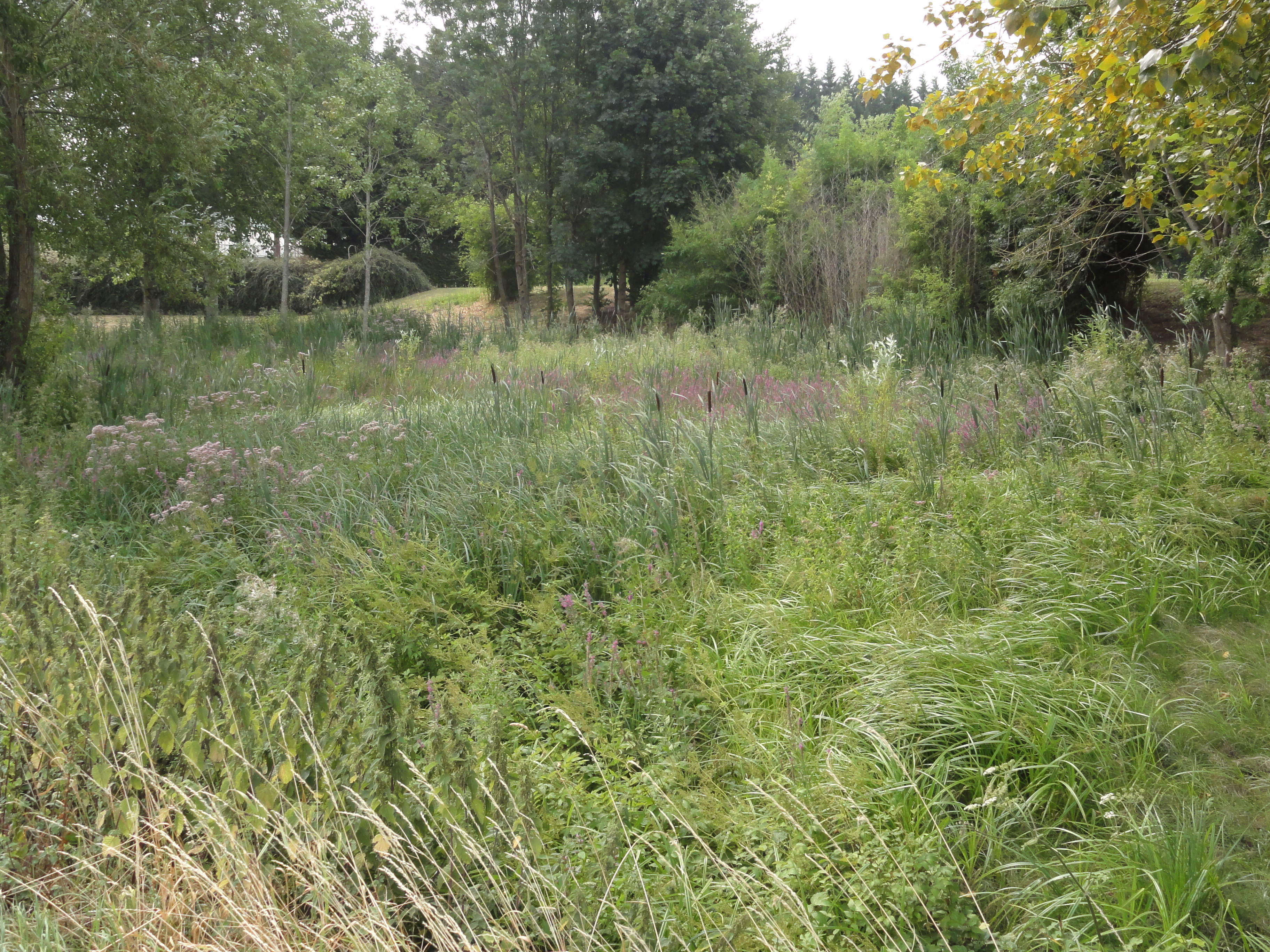
Petit marais à l'entrée de Ronveaux, venant de Watronville.

La commune fait partie du parc naturel régional de Lorraine.
| Watronville | Watronville | Grimaucourt-en-Woëvre |
| Watronville | Ronvaux     | Haudiomont            |
|             | Haudiomont  | Haudiomont            |

### Hydrographie

#### Réseau hydrographique
La commune est dans le bassin versant du Rhin au sein du bassin Rhin-Meuse. Elle est drainée par le ru Braquemis,.
Le ru Braquemis, d'une longueur de 12 km, prend sa source dans la commune  et se jette  dans l'Orne à Buzy-Darmont, après avoir traversé huit communes. 

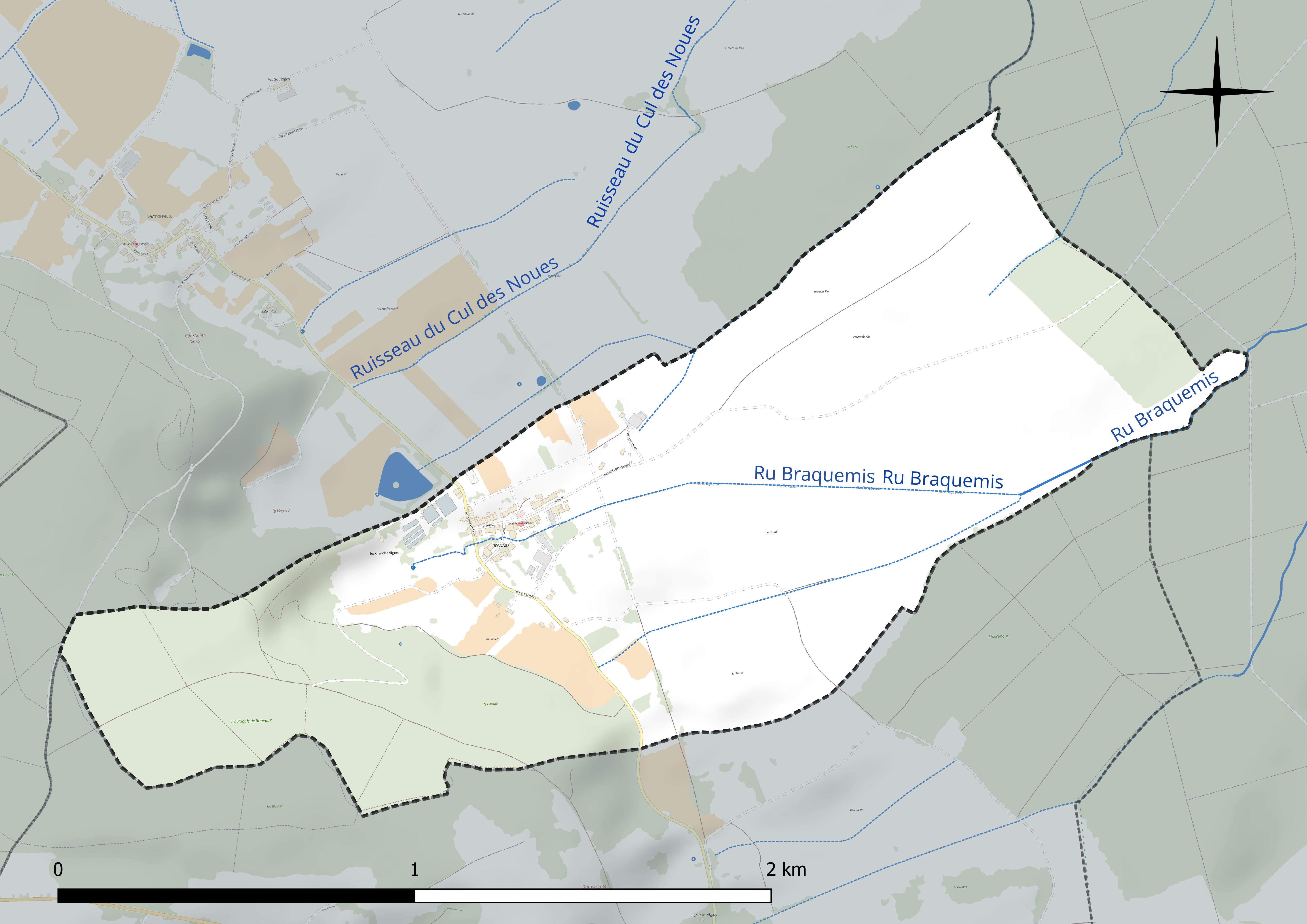
Réseau hydrographique de Ronvaux.

#### Gestion et qualité des eaux
Le territoire communal est couvert par le schéma d'aménagement et de gestion des eaux (SAGE) « Bassin ferrifère ». Ce document de planification concerne le périmètre des anciennes galeries des mines de fer, des aquifères et des bassins versants hydrographiques associés qui s’étend sur 2 418 km2. Les bassins versants concernés sont celui de la Chiers en amont de la confluence avec l'Othain, et ses affluents (la Crusnes, la Pienne, l'Othain), celui de l'Orne et ses affluents et celui de la Fensch, le Veymerange, la Kiesel et les parties françaises du bassin versant de l'Alzette et de ses affluents (Kaylbach, ruisseau de Volmerange). Il a été approuvé le 27 mars 2015. La structure porteuse de l'élaboration et de la mise en œuvre est la région Grand Est. 
La qualité des cours d’eau peut être consultée sur un site spécial géré par les agences de l’eau et l’Agence française pour la biodiversité. 

### Climat
Pour des articles plus généraux, voir Climat du Grand Est et Climat de la Meuse.
En 2010, le climat de la commune est de type climat de montagne, selon une étude du Centre national de la recherche scientifique s'appuyant sur une série de données couvrant la période 1971-2000. En 2020, Météo-France publie une typologie des climats de la France métropolitaine dans laquelle la commune est exposée à un climat océanique altéré et est dans la région climatique  Lorraine, plateau de Langres, Morvan, caractérisée par un hiver rude (1,5 °C), des vents modérés et des brouillards fréquents en automne et hiver. 
Pour la période 1971-2000, la température annuelle moyenne est de 9,5 °C, avec une amplitude thermique annuelle de 16,2 °C. Le cumul annuel moyen de précipitations est de 929 mm, avec 13,8 jours de précipitations en janvier et 9,5 jours en juillet. Pour la période 1991-2020, la température moyenne annuelle observée sur la station météorologique de Météo-France la plus proche, « Bonzée_sapc », sur la commune de Bonzée à 5 km à vol d'oiseau, est de 10,6 °C et le cumul annuel moyen de précipitations est de 783,7 mm. 
La température maximale relevée sur cette station est de 40,6 °C, atteinte le 24 juillet 2019 ; la température minimale est de −17,3 °C, atteinte le 7 février 2012,,. 
Les paramètres climatiques de la commune ont été estimés pour le milieu du siècle (2041-2070) selon différents scénarios d'émission de gaz à effet de serre à partir des nouvelles projections climatiques de référence DRIAS-2020. Ils sont consultables sur un site spécial publié par Météo-France en novembre 2022.

## Urbanisme

### Typologie
Au 1er janvier 2024, Ronvaux est catégorisée commune rurale à habitat dispersé, selon la nouvelle grille communale de densité à sept niveaux définie par l'Insee en 2022.
Elle est située hors unité urbaine. Par ailleurs la commune fait partie de l'aire d'attraction de Verdun, dont elle est une commune de la couronne,. Cette aire, qui regroupe 103 communes, est catégorisée dans les aires de moins de 50 000 habitants,.

### Occupation des sols
L'occupation des sols de la commune, telle qu'elle ressort de la base de données européenne d’occupation biophysique des sols Corine Land Cover (CLC), est marquée par l'importance des territoires agricoles (69,9 % en 2018), une proportion identique à celle de 1990 (69,9 %). La répartition détaillée en 2018 est la suivante : 
terres arables (55,2 %), forêts (30,1 %), zones agricoles hétérogènes (12,7 %), cultures permanentes (2 %). L'évolution de l’occupation des sols de la commune et de ses infrastructures peut être observée sur les différentes représentations cartographiques du territoire : la carte de Cassini (XVIIIe siècle), la carte d'état-major (1820-1866) et les cartes ou photos aériennes de l'IGN pour la période actuelle (1950 à aujourd'hui).

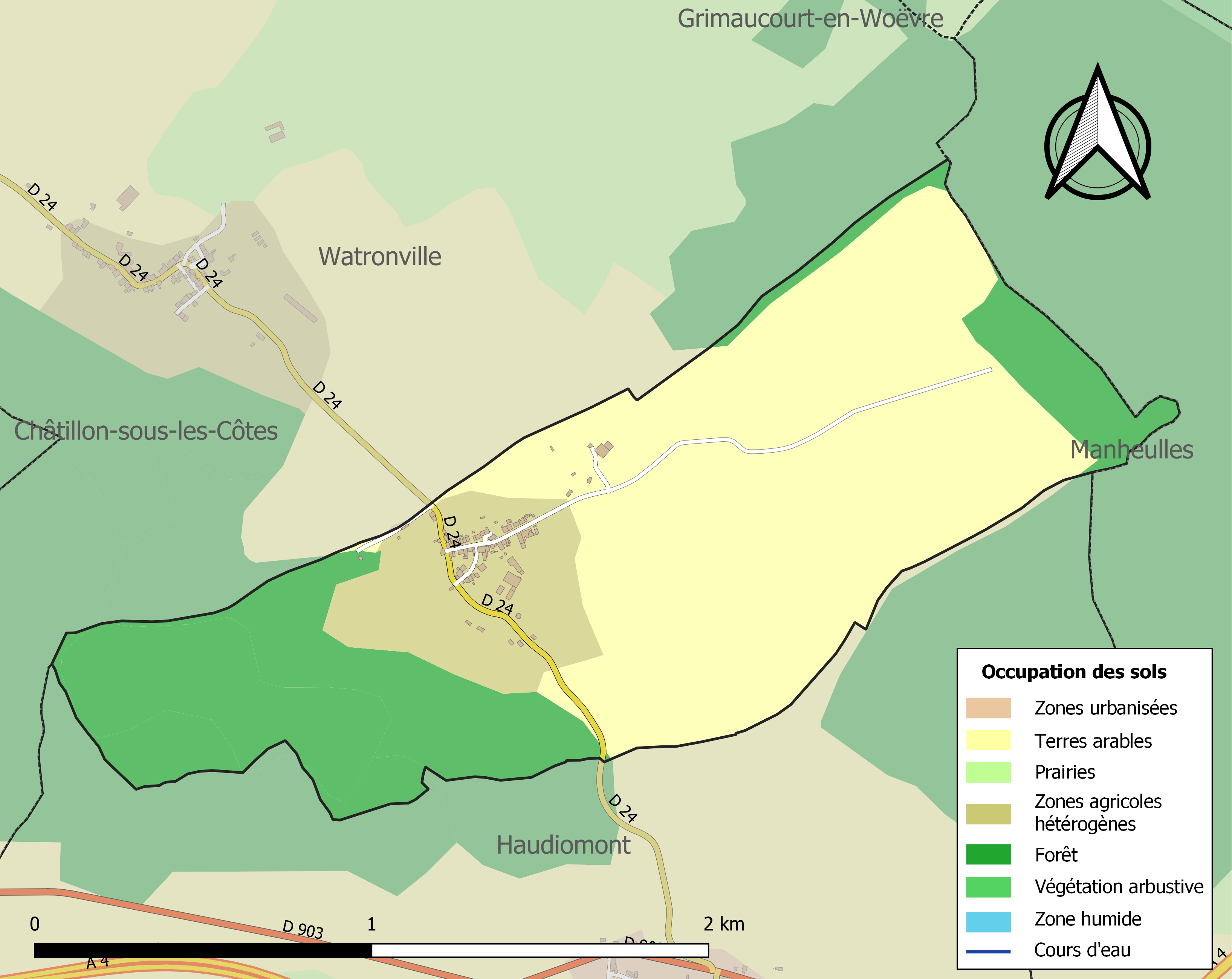
Carte des infrastructures et de l'occupation des sols de la commune en 2018 (CLC).

## Toponymie
Le nom de la localité est attesté sous les formes « La commendise de Ronval en Weivre » (1244) ; Ronvaulx (1457) ; Rouvaux (1700) ; Rotundavallis (1738).

Le « val rond », autrement dit le « vallon arrondi ».

## Politique et administration

### Liste des maires
| Période                                  | Période                   | Identité                                             | Étiquette             | Qualité                                                                          |
| ---------------------------------------- | ------------------------- | ---------------------------------------------------- | --------------------- | -------------------------------------------------------------------------------- |
| Les données manquantes sont à compléter. |                           |                                                      |                       |                                                                                  |
| avant 1973                               | mars 2008                 | Pierre Amboise                                       | Mouvement réformateur | Vice-Président du syndicat de l'hôtellerie de la Meuse                           |
| mars 2008                                | mars 2014                 | Georges Louis                                        |                       |                                                                                  |
| mars 2014                                | En cours (au 25 mai 2020) | Marie-Astrid Strauss Réélue pour le mandat 2020-2026 | PCF puis DVG          | Professeur des écoles Conseillère départementale du canton d'Étain (depuis 2015) |

### Jumelages
- Vierzon (France).

## Population et société

### Démographie
L'évolution du nombre d'habitants est connue à travers les recensements de la population effectués dans la commune depuis 1793. Pour les communes de moins de 10 000 habitants, une enquête de recensement portant sur toute la population est réalisée tous les cinq ans, les populations de référence des années intermédiaires étant quant à elles estimées par interpolation ou extrapolation. Pour la commune, le premier recensement exhaustif entrant dans le cadre du nouveau dispositif a été réalisé en 2006.

En 2022, la commune comptait 105 habitants, en évolution de +19,32 % par rapport à 2016 (Meuse : −4,4 %, France hors Mayotte : +2,11 %).
| 1793 | 1800 | 1806 | 1821 | 1831 | 1836 | 1841 | 1846 | 1851 |
| ---- | ---- | ---- | ---- | ---- | ---- | ---- | ---- | ---- |
| 206  | 237  | 268  | 281  | 338  | 340  | 355  | 332  | 339  |

| 1856 | 1861 | 1866 | 1872 | 1876 | 1881 | 1886 | 1891 | 1896 |
| ---- | ---- | ---- | ---- | ---- | ---- | ---- | ---- | ---- |
| 308  | 293  | 282  | 263  | 260  | 255  | 268  | 244  | 241  |

| 1901 | 1906 | 1911 | 1921 | 1926 | 1931 | 1936 | 1946 | 1954 |
| ---- | ---- | ---- | ---- | ---- | ---- | ---- | ---- | ---- |
| 231  | 214  | 204  | 88   | 93   | 89   | 82   | 99   | 85   |

| 1962 | 1968 | 1975 | 1982 | 1990 | 1999 | 2006 | 2011 | 2016 |
| ---- | ---- | ---- | ---- | ---- | ---- | ---- | ---- | ---- |
| 100  | 61   | 60   | 69   | 75   | 83   | 86   | 95   | 88   |

| 2021 | 2022 | - | - | - | - | - | - | - |
| ---- | ---- | - | - | - | - | - | - | - |
| 100  | 105  | - | - | - | - | - | - | - |

## Culture locale et patrimoine

### Lieux et monuments
- L'église de l'Assomption-de-la-Vierge, construite en 1781, reconstruite en 1928.
- Monument aux morts.
- Fontaine, poste d'incendie avec abreuvoir.
- Jeune cormier, Arbre d'avenir pour les communes dans le parc naturel régional de Lorraine.

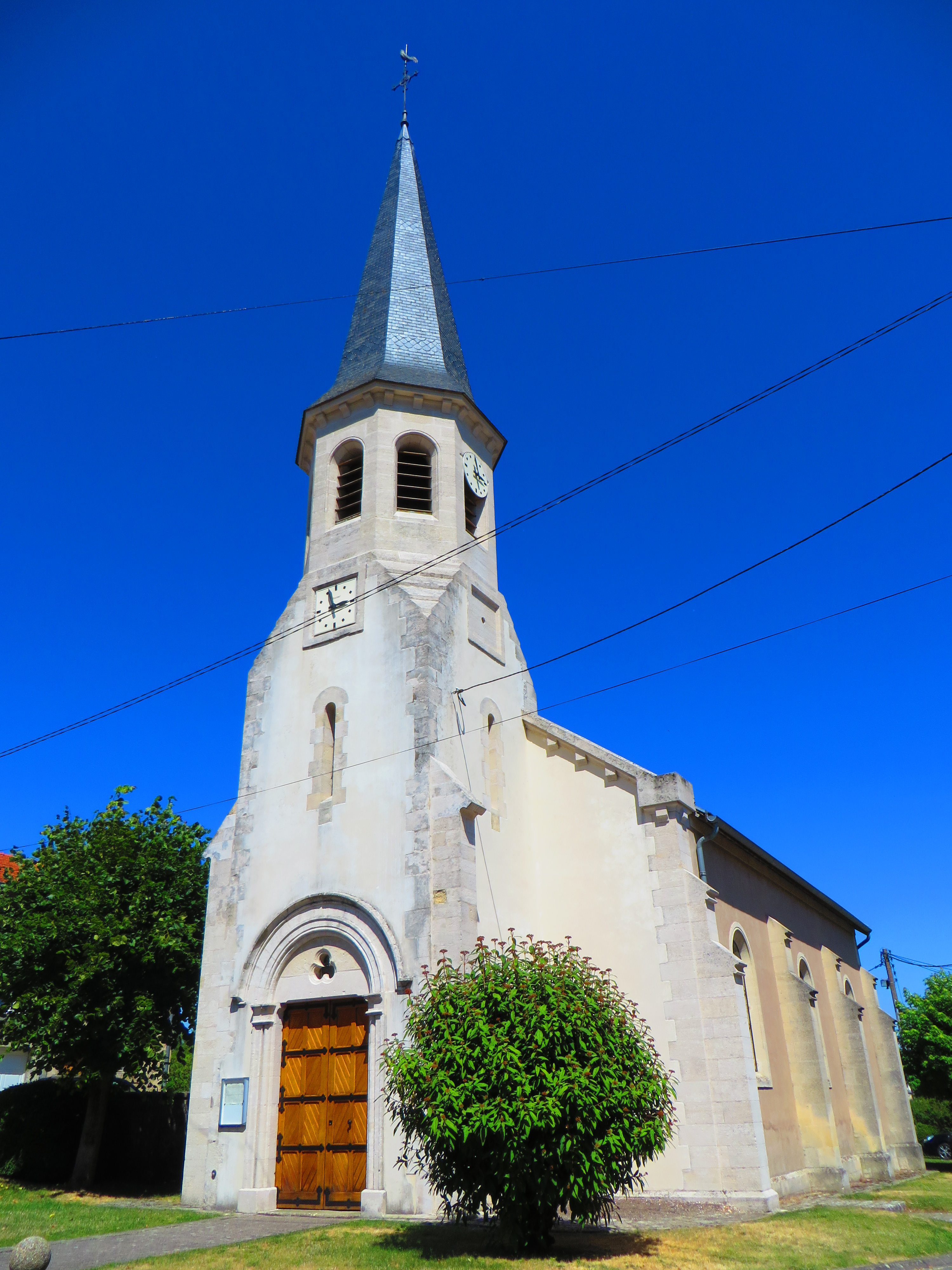
L'église de l'Assomption-de-la-Vierge.
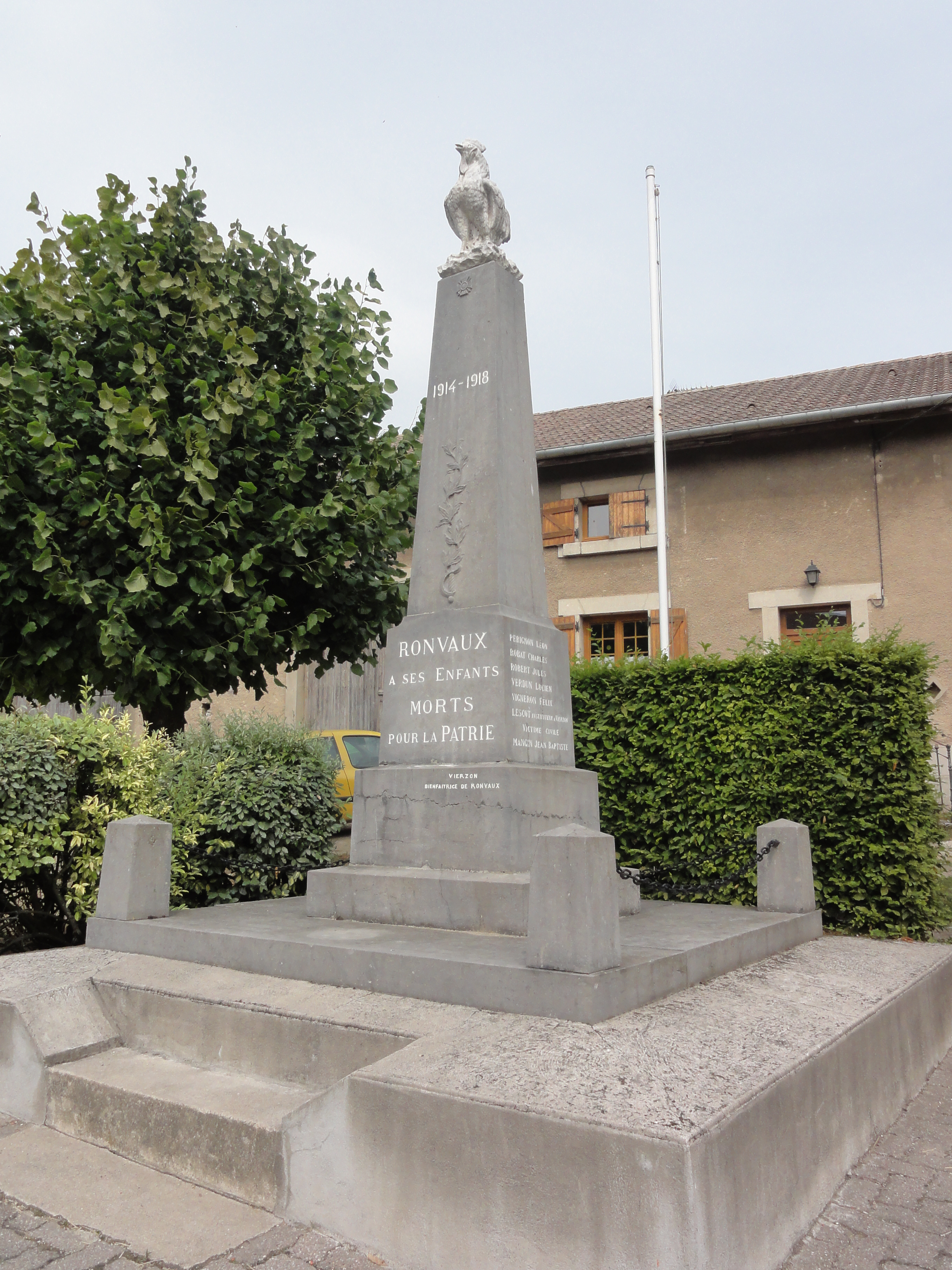
Monument aux morts.
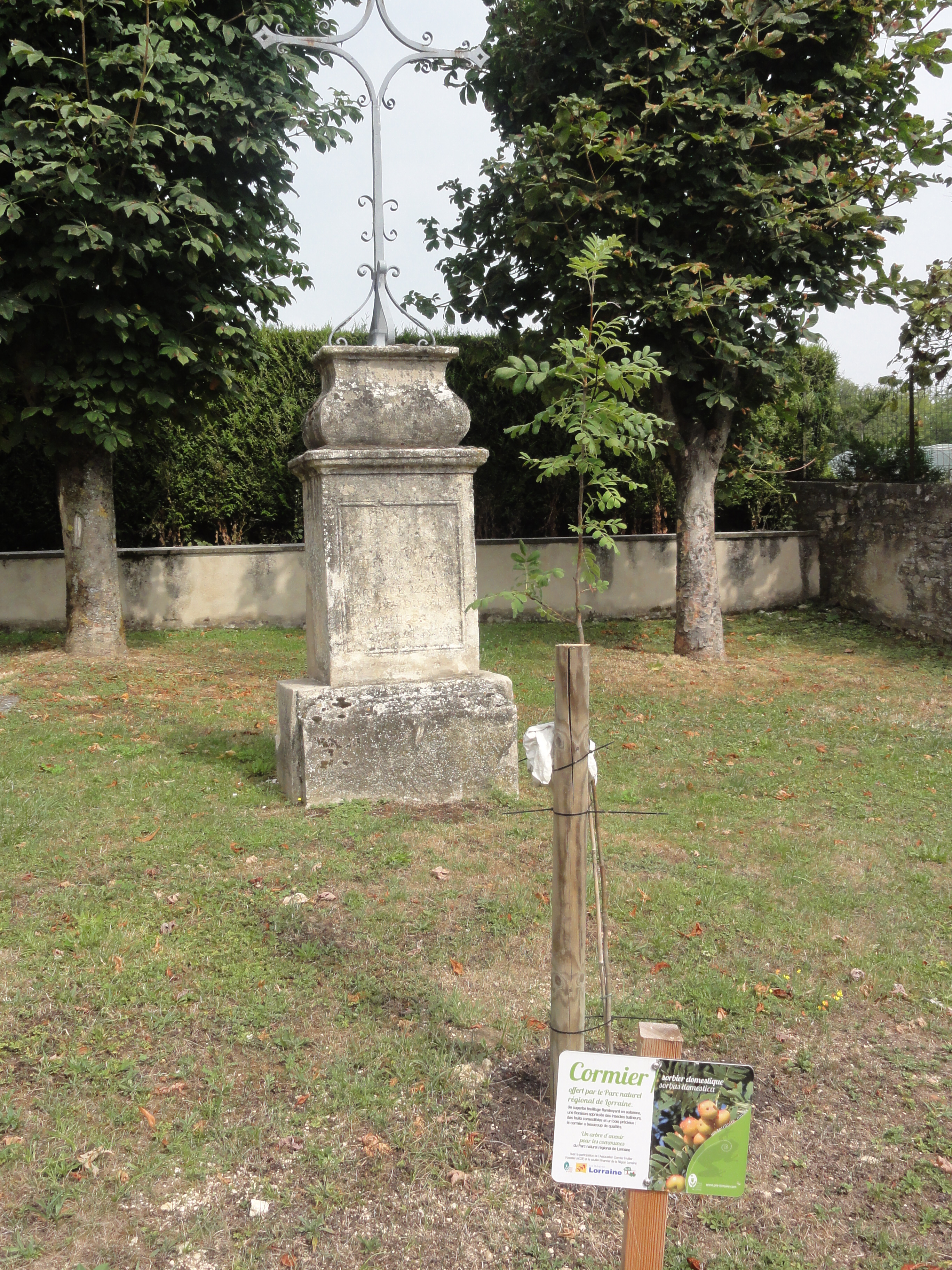
Arbre d'avenir.
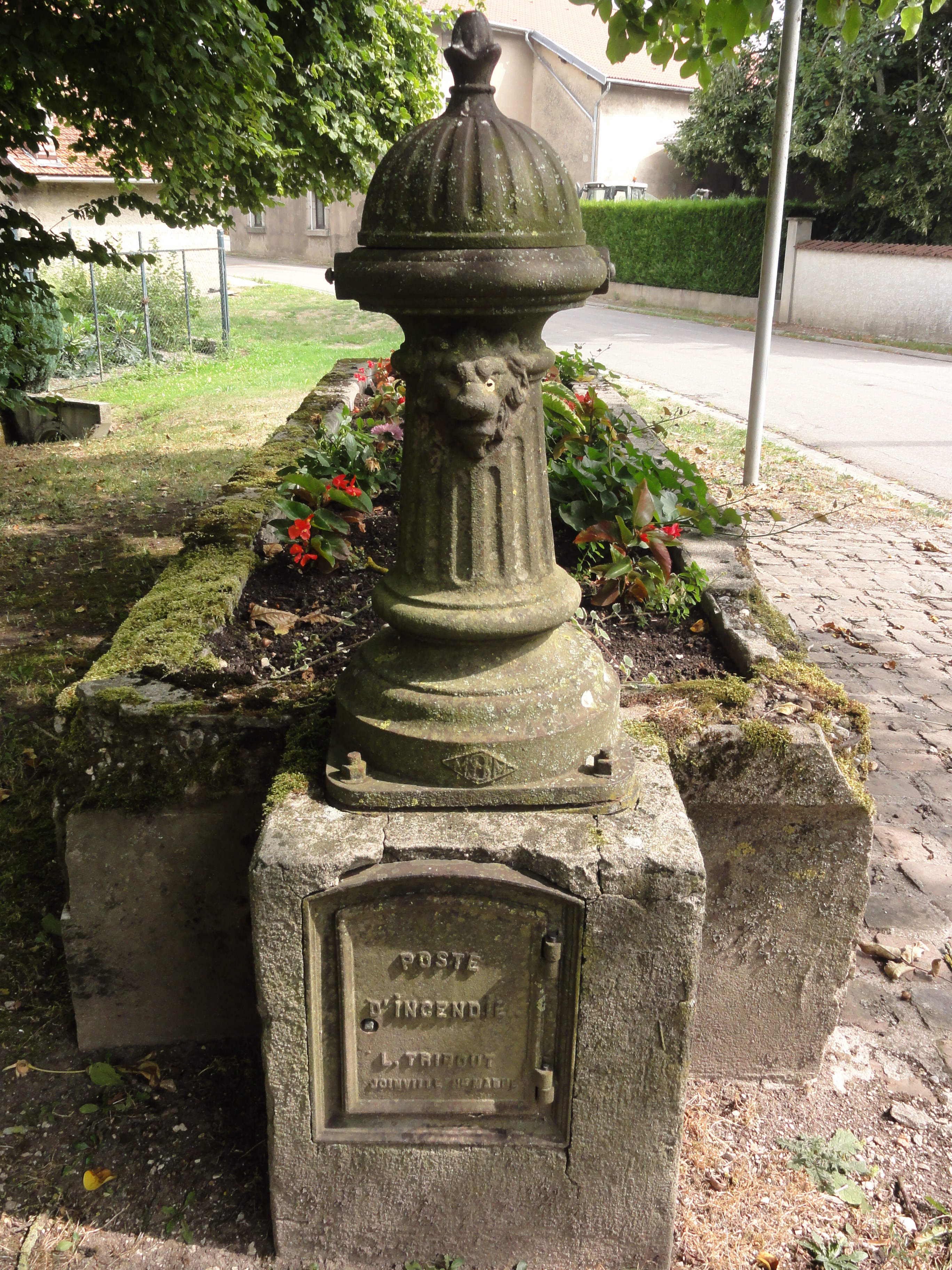
Fontaine.

### Héraldique, logotype et devise
| Blason de Ronvaux | Blason  | De gueules au pal d'or chargé en pointe d'une tour de gueules, maçonnée de sable ouverte et ajourée d'or ; à l'hirondelle volant en barre, contournée, brochant en chef sur le champ et sur le pal, de l'un en l'autre. |
| Blason de Ronvaux | Détails | Utilisé par la commune depuis février 2017. |